# Cryptostroma corticale
Espèce
Synonymes
- Coniosporium corticale Ellis & Everh., 1889

Cryptostroma corticale est une espèce de champignons Ascomycètes phytoparasite obligatoire. Elle cause une maladie fongique sur l'écorce de l'Érable sycomore nommée maladie de la cime ou  maladie de la suie de l'érable. 
L'Érable sycomore (Acer pseudoplatanus L.) est un arbre originaire d'Europe qui est largement répandu dans la zone tempérée d'Europe et d'Amérique du Nord. En raison de sa résistance à la pollution urbaine, aux vents et aux embruns, il est partie prenante de la végétation urbaine et des peuplements côtiers. Cependant, depuis les années 1960 en Europe, l'état sanitaire de ces érables s'est détérioré, surtout lorsqu'il est associé à la sécheresse : les foyers de la maladie de la suie de l'érable surviennent en effet après des étés chauds et secs. Cette maladie a été signalée pour la première fois à Wanstead Park (Londres, Grande-Bretagne) en 1945 et a été considérée comme une nouvelle introduction très probablement depuis l'Amérique du Nord. Elle s'est depuis récemment étendue à l'ensemble de l'Europe occidentale et centrale. Son agent causal est un pathogène fongique qui se nomme Cryptostroma corticale.

## Description
Cryptostroma corticale se caractérise par des couches extérieures de l'écorce des arbres sur pied qui se détachent, exposant d'énormes masses de conidies brun noirâtre foncé qui s'étendent souvent sur une très grande surface. Ces conidies sont brunes et mesurent de 4 à 6 μm de long pour 3,5 à 4 μm de large.